# Charles Bisengimana
Charles Bisengimana né le 21 août 1964,  est général major des forces de sécurité de la République démocratique du Congo et le commissaire divisionnaire principal de la Police nationale congolaise entre 2010 et 2017.

## Biographie

### Origines et parcours
Charles Bisengimana Rukira est né au sein de la communauté tutsie congolaise, le 21 août 1964 à Bibangwa sur le haut plateau d’Itombwe dans le territoire d’Uvira en Province du Sud-Kivu, en République démocratique du Congo. 
À l’âge de 20 ans, au mois de janvier 1985, il commence une carrière militaire et il obtient le Graduat en Sciences militaires à l’École de formation d’officiers du Kananga, suivi d’une formation policière à la 9e promotion de l’école d’application de la gendarmerie nationale. Il bénéficie également d'une bourse pour une année de formation à l'Académie de police de la République arabe d’Égypte.
À la fin de ces études, il devient officier de renseignements du détachement de la garde civile à Kinshasa jusqu’en 1997, où il se rallie à la rébellion de l'Alliance des forces démocratiques pour la libération du Congo à Goma, mouvement alors en pleine ascension et dirigé par Laurent-Désiré Kabila. Il y reste jusqu’en 2003, revient à Kinshasa avec grade de général après l’accord de paix inter-congolais de Sun City signé en décembre 2002, qui met fin à la deuxième guerre du Congo.

### Commandement de la police congolaise
En 2010, à la suite de l’assassinat du militant des droits de l'homme Floribert « Flori » Chebeya, le patron de la police congolaise, le général John Numbi, est suspendu. Son adjoint, le général Charles Bisengimana assure l'intérim du poste de chef (commissaire général) de la police congolaise. Sous sa houlette, les forces de police recourent encore à des « méthodes particulièrement musclées », parfois peu respectueuses de l’État de droit, ne tolérant, par exemple aucune manifestation lors de la réélection, ternie par des fraudes, du président Joseph Kabila en 2011,, ou utilisant des procédés expéditifs contre les gangs criminels.
En octobre 2013, il prend la tête du Comité des chefs de police d’Afrique centrale (CCPAC), organisation luttant contre la criminalité transfrontalière. Il y succède au chef de la police du Congo-Brazzaville, Jean-François Ndengue.
Il devient Commissaire général de la police congolaise fin décembre 2013, dans une période de forte tension,, et prend officiellement ses fonctions le 10 janvier 2014.  Le 17 juillet 2017, le commissaire général de la police nationale congolaise, Charles Bisengimana est remplacé par le général Dieudonné Amuli Bahigwa. Ce dernier était jusque-là chef d’État-major adjoint chargé des opérations des Forces armées de la RDC, selon le site Internet de Radio Okapi,.